# Calouros do Ar Futebol Clube
El Calouros do Ar Futebol Clube es un equipo de fútbol de Brasil que juega en el Campeonato Cearense de Serie C, la tercera categoría del estado de Ceará.

## Historia
Fue fundado el 1 de enero de 1952 en el municipio de Fortaleza, capital del estado de Ceará en homenaje al conjunto musical de la Base Aérea de Fortaleza y a los aspirantes a aviadores que llegaban a la base.
En 1954 enfrentaron al Botafogo FR que celebraba sus 40 años de existencia, y que vencieron 1-0, y un año después logra ganar el título del Campeonato Cearense por primera vez al vencer en la final al Ceará SC 2-0.
En 1971 participa por primera vez en el Campeonato Brasileño de Serie B, repitiendo su participación en la segunda categoría nacional al año siguiente, aunque en ambos casos sus resultados fueron discretos.
En 2010 el club no participa en el Campeonato Cearense por falta de presupuesto, estando inactivo y regresando en 2013 en el Campeonato Cearense de Segunda División.

## Entrenadores
- Wanks (2008)[2]
- Antônio Gilberto Alenquer (2008)[2]
- Antônio Gilberto Alenquer (2012)[9][10]
- José Costa (2015)[11]
- Paulo Roberto (2018)[12]

## Rivalidades
El club lleva varios años en el Campeonato Cearense de Tercera División, donde desarrolló una rivalidad con el Sport Club Maguary, equipo al que se han enfrentado en varias ocasiones en la tercera división estatal.

## Palmarés
- Campeonato Cearense: 1

1955
- Tornel Inicio del Ceará

1955, 1958, 1968, 1971